# Lenox (Nowy Jork)
Lenox – miasto w Stanach Zjednoczonych, w stanie Nowy Jork, w hrabstwie Madison.